# Shelina Zadorsky
Shelina Laura Zadorsky (London, 24 de outubro de 1992) é uma futebolista canadense que atua como defensora.

## Carreira
Shelina Zadorsky fez parte do elenco da Seleção Canadense de Futebol Feminino, nas Olimpíadas do Rio 2016.